# Kula (Einheit)
Die Kula, auch Cula, Kolla, Coula, Colla, Kolleh/Kollé war ein nordafrikanisches Volumen- und Gewichtsmaß in Marokko, Tunis und Algier. Es war als Cula das einzige Ölmaß in Marokko, aber in anderen Regionen auch für Milch und Essig und ähnliche Flüssigkeiten verbreitet.

## Marokko
Die Cula, auch Coula, war ein Maß nur für Öl im Kaiserreich Marokko. Das Maß ist nach dem irdenen Gefäß benannt und wurde auch Colla oder Coulla genannt. Wenn das Maß als Gewicht gerechnet wurde, entsprachen 22 Pfund des Großen Zentners eine Coula.
- 1 Kula/Cula 764 Pariser Kubikzoll = 15 Liter (= 15,155 Liter) Ölmaß[2][3]
- 1 Kula = 22 Pfund (nach Großen Kintar oder Zentner) Ölmaß
- 1 Kula = 22 Rottoli = 19,5 Wiener Pfund = 10920 Gramm als Olivenmaß[4]
- 1 Kula = 8 Saah/Saá = 5088 Pariser Kubikzoll = 10,08 Liter
- 2 Kula = 1 Mettar/Mattaro/Metal/Metar = 20,16 Liter

## Algerien
Der Kulleh, auch Koullé, war ein algerisches Volumenmaß für Flüssigkeiten und wurde besonders für Öl genommen. Das Vorgängermaß, Öl wurde zuvor nach dem Gewicht verkauft, war der Metalli mit 16,951 Kilogramm.
Das Maß entsprach einem kupfernen Krug mit einem Inhalt von 16 2/3 Liter.
- 1 Kulleh = 840,207 Pariser Kubikzoll = 16 2/3 Liter

Im Handel rechnete man den Kulleh wegen der Einfachheit mit 16 Liter.
- 1 Kulleh = 806,599 Pariser Kubikzoll = 16 Liter